# 시마 병원
시마 병원(島病院 시마뵤인[*])은 일본 히로시마현 나카구 오테마치에 있는 병원으로, 히로시마 원자폭탄 투하의 폭심지였던 장소로 알려져 있다. 현재의 정식 명칭은 시마 내과의원(島内科医院)이다.
1933년 외과의 시마 가오루가 시마 병원을 개업하였으며, 당초 진료과는 수술이었다. 1945년 원자폭탄으로 파괴되었지만, 1948년 같은 장소에 재건되었다. 1977년 시마 가오루가 사망하였으며, 아들 외과의인 시마 이치히데가 자취를 이어 2대째 원장이 되었다. 이후 '시마 외과'(島外科)로 이름을 바꾸고 1990년대에 병동을 재건축했을 때 병상수를 줄여 진료소가 되었다. 2009년 시마 가오루의 손자인 내과의 가오루 히데유키가 이어 3대째 원장이 되었을 때에 시마 외과 내과(島外科内科)가 되었으며, 2017년 이후 시마 내과가 되었다.